# 중동 공과대학교
중동 공과대학교(튀르키예어: Orta Doğu Teknik Üniversitesi 오르타 도우 테크니크 위니웨르시테시[*], ODTÜ, Middle East Technical University, METU)는 튀르키예의 수도 앙카라에 위치한 공립 공과대학교이다. 이 대학은 연구 중심 대학으로 공학과 자연과학 교육을 강조하며, 5개 학부에 약 40개의 학과 프로그램을 운영하고 있다. 5개 대학원에서는 97개의 석좌와 62개의 프로그램을 운영하고 있다.
ODTÜ의 본 캠퍼스는 4500 헥타르에 이르며, 대학과 보조 시설 그리고 3,000 헥타르의 숲과 에이미르 호수로 구성되어 있다. 중동 공과대학교는 전세계 95,000명의 졸업생을 배출하였다. ODTÜ에서 공식적으로 사용하는 언어는 영어이다.
대학 입시 시험을 통해 1,000명의 최상위 고득점 학생 중 1/3 이상이 ODTÜ를 선택한다. 대부분의 학과는 150만 지원자 중 상위 1%를 수용한다. ODTÜ는 최근 5년 동안 터키 과학기술 연구위원회(튀르키예어: TÜBİTAK)가 지원하는 연구 기금 중 가장 많은 부분을 차지했으며, EU 프레임워크 프로그램 프로젝트 참여 수 측면에서 튀르키예에서 가장 선도적인 위치에 있다. ODTÜ의 재학생 졸업생 중 40% 이상이 대학원 진학을 선택하고 있다.

## 역사

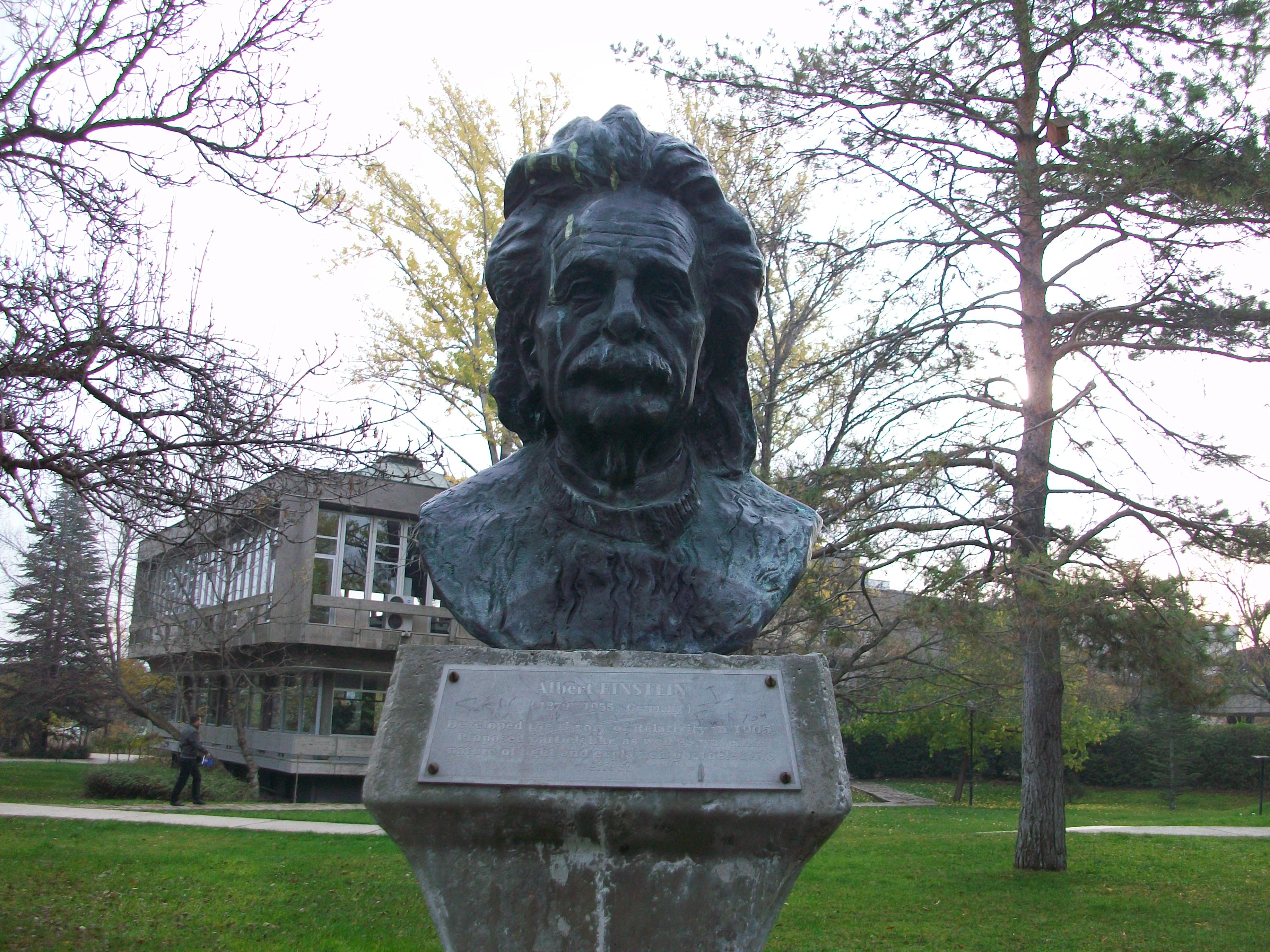
앨버트 아인슈타인의 흉상, 본 캠퍼스의 유명 과학자 흉상 시리즈 중 하나

중동 공과대학교는 원래 중동 공학 연구소(Orta Doğu Teknoloji Enstitüsü)라는 이름으로 1956년 11월 15일 자연, 사회 과학 분야에 숙련된 인력을 키워냄으로써 튀르키예와 중동의 주변 국가, 발칸 반도 그리고 캅카스 등의 발전에 기여하기 위해 설립되었다.
ODTÜ의 설립에 대한 근거와 절차인 법령 제6213호는 1957년 1월 22일 제정되었다. 이 법에서 현재의 이름인 튀르키예어: Orta Doğu Teknik Üniversitesi(ODTÜ)가 채택되었다. 결국 제7907호로 설립법이 1959년 제정되어 설립을 위한 구체적인 사법 절차에 들어갔다.

## 조직

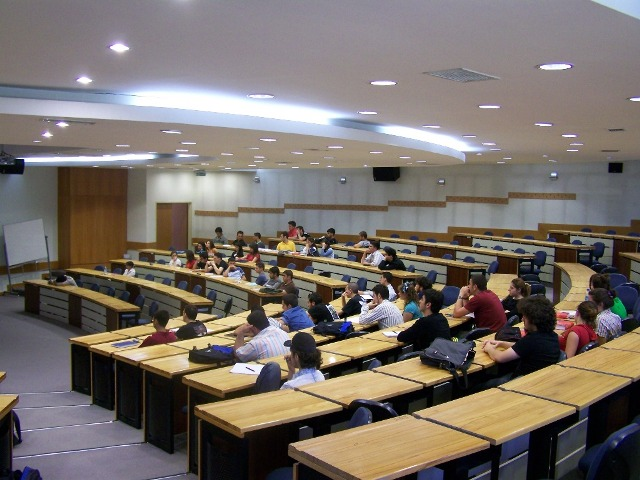
ODTÜ 강의실

### 학부
- 건축학부 (Faculty of Architecture)
  - 건축학 (Architecture)
  - 도시설계학 (City and Regional Planning)
  - 산업디자인학 (Industrial Design)
- 인문학 및 자연과학부 (Faculty of Arts and Sciences)
  - 생물학 (Biology)
  - 화학 (Chemistry)
  - 역사학 (History)
  - 수학 (Mathematics)
  - 분자생물학 및 유전학 (Molecular Biology and Genetics)
  - 철학 (Philosophy)
  - 물리학 (Physics)
  - 심리학 (Psychology)
  - 사회학 (Sociology)
  - 통계학 (Statistics)
- 경제행정학부 (Faculty of Economic and Administrative Sciences)
  - 경영학 (Business Administration)
  - 경제학 (Economics)
  - 국제관계학 (International Relations)
  - 정치학 및 행정학 (Political Science and Public Administration)
- 교육학부 (Faculty of Education)
  - 컴퓨터교육과 (Computer Education and Instructional Technology)
  - 교육학과 (Educational Sciences)
  - 초등교육과 (Elementary Education)
  - 외국어교육과 (Foreign Language Education)
  - 체육교육과 (Physical Education and Sports)
  - 과학 및 수학교육과 (Secondary Science and Mathematics Education)
- 공학부 (Faculty of Engineering)
  - 항공우주공학 (Aerospace Engineering)
  - 화학공학 (Chemical Engineering)
  - 도시공학 (Civil Engineering)
  - 컴퓨터공학 (Computer Engineering)
  - 전기전자공학 (Electrical and Electronics Engineering)
  - 공학과학 (Engineering Sciences)
  - 환경공학 (Environmental Engineering)
  - 식품공학 (Food Engineering)
  - 지질공학 (Geological Engineering)
  - 산업공학 (Industrial Engineering)
  - 기계공학 (Mechanical Engineering)
  - 재료공학 (Metallurgical and Materials Engineering)
  - 광산공학 (Mining Engineering)
  - 석유가스공학 (Petroleum and Natural Gas Engineering)

### 대학원
5개의 대학원이 운영되고 있다.
- Graduate School of Applied Mathematics
- Graduate School of Informatics
- Graduate School of Marine Sciences (해양과학연구소 - IMS)
- Graduate School of Natural and Applied Sciences
- Graduate School of Social Sciences

## 역대 주요 성원

### 교직원
- 자히트 아르프 - 수학자
- 페자 귀르세이 - 수학자, 물리학자
- 마사토시 귄뒤즈 이케다 - 수학자
- 에르달 이뇌뉘 - 물리학자, 정치인
- 베흐람 쿠르슈노을루 - 물리학자
- 오르달 데모칸 - 물리학자
- 옥타이 시나노을루 - 화학자
- 요한 오토 폰 슈프레켈젠 - 건축가
- 케말 카르파트 - 역사학자
- 할릴 베륵타이 - 역사학자, 칼럼니스트
- 하산 위날 날반토을루 - 철학자, 사회학자

### 동문
- 투르가이 우제르 - 물리학자
- 엘리프 샤파크 - 작가
- 잔 뒨다르 - 저널리스트
- 자바이드 라가리 - 공학자, 파키스탄 고등교육위원회 의장, 전 파키스탄 상원의원
- 에일렘 엘리프 마위쉬 - 산악인, 터키 여성 산악인 중 최초로 에베레스트 산 등정
- 퀴르샤드 튀즈멘 - 전 터키 국제통상부 장관
- 메흐메트 알리 탈라트 - 북키프로스 터키 공화국 대통령
- 쉬레이야 세르덴게츠티 - 경제학자, 전 터키 중앙은행 총재
- 타네르 악참 - 역사학자, 사회학자, 작가
- 툰츠 하마라트 - 체스 그랜드마스터, 2004년 ICCF 세계 챔피언

## 랭킹
|                                          | 2010 | 2009 | 2008 |
| ---------------------------------------- | ---- | ---- | ---- |
| 타임즈 고등 교육                         | 183  |      |      |
| 타임즈 고등교육 세계 대학 랭킹 공학 & IT | 185  |      |      |
| 타임즈 고등교육 세계 대학 랭킹 자연 과학 | 285  |      |      |
| 웨보메트릭스 세계 대학 순위              | 321  |      |      |

## 같이 보기
- 공과대학교

### 일반
- Middle East Technical University (공식 웹사이트) (영어/튀르키예어)
- METU Northern Cyprus Campus (공식 웹사이트) (영어/튀르키예어)
- METU-Technopolis (공식 웹사이트) (영어/튀르키예어/독일어/러시아어)
- radyoODTÜ (ODTÜ 라디오)
- ODTÜ 학사행정단위
- ODTÜ 국제학생 및 유학 사무소
- ODTÜ 도서관
- ODTÜ 학생 동아리 및 학회
- ODTÜ 캠퍼스 지도
- ODTÜ TV 보관됨 2011-06-12 - 웨이백 머신
- ODTÜ 오픈코스웨어 포털

### 졸업생 커뮤니티
- ODTÜ Mezun Portalı (ODTÜ 졸업생 포털)
- ODTÜ Mezunları Derneği (ODTÜ 동창회)